# Sokolec (Siedliszcze)
Sokolec – część miasta Siedliszcze w województwie lubelskim, w powiecie chełmskim.
Obejmuje zabudowania wzdłuż ulicy Sokolec w centralnej części miasta, należące do końca 2011 roku do wsi Siedliszcze-Osada. W latach 1975–1998 miejscowość należała administracyjnie do województwa chełmskiego.